# Cilindar (šešir)
Cilindar (lat. petasus cylindricus) je visoki šešir s ravnom krunom koji se tradicijski povezuje sa službenom odjećom u zapadnim pravilima odijevanja, što označava bijelu kravatu, jutarnju haljinu ili frak. Tradicionalno izrađen od crne ili ponekad sive svile, šešir se u zapadnoj modi pojavio krajem 18. stoljeća. Iako je izašao iz mode u vrijeme kontrakulture 1960-ih, ostaje svečani modni dodatak. Sklopiva inačica cilindra, razvijena u 19. stoljeću, poznata je kao operni šešir.
Možda nadahnuti capotainom iz ranog modernog doba, šeširi od tamnog filca s visokom krunom i širokim obodom pojavili su se kao seoska moda za slobodno vrijeme tijekom Dob revolucija oko 1770-ih. Oko 1780-ih, justaucorps zamijenjen je prethodno ležernim haljinama i kućnim kaputima. U isto vrijeme, trorogi i dvorogi šeširi zamijenjeni su onim što je postalo poznato kao cilindar. Do 1790-ih, kaput u stilu directoire s cilindrom bio je široko uveden kao gradska odjeća za viši i srednji stalež u svim gradskim područjima zapadnog svijeta. Justaucorps je zamijenjen u svim osim u službenim sudskim poslovima. Otprilike na prijelazu u 19. stoljeće, iako su nekoliko desetljeća šeširi od dabra bili popularni, crna svila postala je standard, ponekad zamijenjena sivom. Dok su kaputi zamijenjeni frakom iz 1840-ih kao konvencionalna svečana dnevna odjeća, cilindri su se nastavili nositi uz frake, kao i uz ono što je postalo poznato kao svečana večernja odjeća s bijelom kravatom. Potkraj 19. stoljeća, dok je bijela kravata uz crni frak ostala fiksna, frake je postupno zamijenila jutarnja haljina, zajedno s cilindrima.
Nakon Prvoga svjetskog rata, 1920-ih godina došlo je do širokog uvođenja crne kravate i odijela koja su se nosila s manje formalnim šeširima kao što su kuglački, homburg šeširi, i fedore u etabliranom društvu. Nakon Drugoga svjetskog rata, bijela kravata, jutarnja haljina i fraci zajedno sa svojim parnjakom, cilindrom, počeli su se ograničavati na visoko društvo, politiku i međunarodnu diplomaciju. Posljednja inauguracija predsjednika SAD-a s cilindrom bila je inauguracija Johna F. Kennedyja 1961. godine. Nakon kontrakulture 1960-ih, njegova je uporaba dodatno opala zajedno s prestankom upotrebe svakodnevnih neformalnih šešira u muškaraca.
Ipak, uz tradicijsku formalnu odjeću, cilindar je i dalje primjenjiv u najsvečanijim prilikama, uključujući vjenčanja i sprovode, uz određene audijencije, balove i događaje na konjskim utrkama, kao što je Royal Enclosure u Royal Ascotu i Kraljičina Tribina Epsom Derbyja. Također ostaje dio službene odjeće onih koji zauzimaju istaknute položaje u određenim tradicionalnim britanskim institucijama, kao što je Bank of England, određeni dužnosnici londonske gradske burze, povremeno na sudovima i Lincoln's Innu, sudci kancelarijskog odjela i Kraljev savjet, dječaci-pjevači zbora King's Collegea, dresurni jahači i livreja slugu ili vratara.
Kao dio tradicionalne svečane odjeće, u popularnoj kulturi cilindar se ponekad povezivao s višim staležom, a njime su se koristili satiričari i društveni kritičari kao simbol kapitalizma ili poslovnog svijeta, poput Mr. Monopolya ili Scroogea McDucka. Cilindrični šešir također je dio tradicionalne nošnje Ujaka Sama, simbola Sjedinjenih Država, općenito prugast u crvenoj, bijeloj i plavoj boji. Nadalje, još od poznatog Izvlačenja zeca iz šešira Louisa Comtea 1814., cilindar ostaje povezan s trikovima sa šeširima i kostimima za iluzionizam.